# Maurice Herbulot
Maurice Herbulot ist ein ehemaliger französischer Radrennfahrer, der in den 1940er und 1950er Jahren aktiv war.

## Sportliche Laufbahn

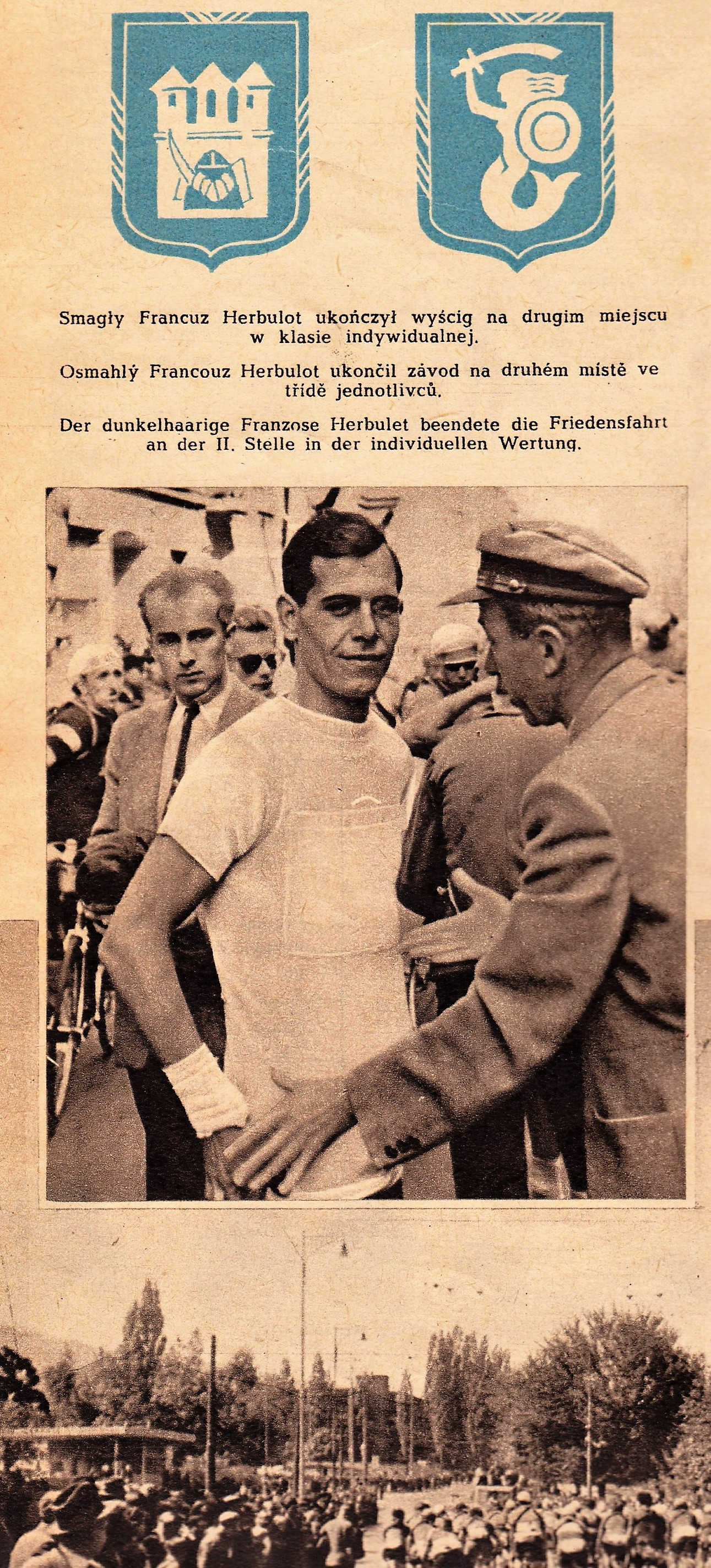
Maurice Herbulot, Internationale Friedensfahrt 1949

Veröffentlichungen zur sportlichen Karriere Herbulots beschränken sich auf seine Starts bei der Amateur-Etappenfahrt in Polen und der Tschechoslowakei, die später unter dem Namen Internationale Friedensfahrt bekannt wurde.
Herbulot trat 1949 bei der zweiten Ausgabe der Rundfahrt an, die über 1259 Kilometer von Prag nach Warschau führte. Er war Mitglied der Mannschaft Frankreich II, die zusammen mit zwei weiteren Teams von der linksgerichteten französischen Arbeitersport-Organisation FSGT entsandt worden war. Auf den acht Etappen gehörte Herbulot zu den aktivsten Fahrern seiner Mannschaft und kam auf der ersten Etappe als Dritter und beim fünften Tagesabschnitt als Zweiter ins Ziel. In der Gesamtwertung erreichte er hinter dem tschechoslowakischen Fahrer Jan Veselý den zweiten Platz und führte sein Team in der Mannschaftswertung zum Sieg.
Obwohl die FSGT zur Friedensfahrt 1950 von Warschau nach Prag nur eine Mannschaft entsandte, gehörte Herbulot erneut zum französischen Aufgebot. Mit Platz drei auf der ersten Etappe hatte er einen guten Einstand, schied im Verlauf der Rundfahrt jedoch vorzeitig aus.